# Гортар
Гортар або Гортарій (д/н — 364) — король алеманів в Оденвальді. Ім'я перекладається як «воїн скарбів».

## Життєпис
Був одним з королів (вождів) алеманів, що з 350 року рушили на південь до Рейну. Спочатку оселився в Оденвальді. Можливо, був родичем суомара, оскільки діяв з ним спільно. У 357 році спільно з очільниками інших алеманських племен Урсіцином, Урієй, Суомаром, Вестральпом здійснив похід на римські провінції, завдавши поразки магістру піхоти Барбаціону біля Аугуста-Рауріки. Того ж року доєднався до короля Хнодомара. Проте алемани зазнали поразки у битві під Аргенторатом від римського цезаря Юліана. Після цього разом з Суомаром звернувся до очільника кінноти (magister equitum) Севера щодо переходу на службу імператору. Отримав на це дозвіл.
У 364 році новий імператор Валентиніан I, ведучи постійні війни з германцями, став з недовірою ставитися до командирів з числа германських вождів. Того ж року дукс Флоренцій звинуватив Гортар у змові з Макріаном, іншим королем алеманів, з яким римляни вели війну. Під тортурами Гортар вимушений був зізнатися. За наказом імператора його спалили.